# 桑蒂尼
桑蒂尼（法語：Santigny，法語發音：[sɑ̃tiɲi]）是法国勃艮第-弗朗什-孔泰大区约讷省的一个市镇，属于阿瓦隆区。

## 地理
桑蒂尼（47°34'3"N, 4°7'17"E）面积9.35 平方千米，位于法国勃艮第-弗朗什-孔泰大區约讷省，该省份为法国中北部内陆省份，西接卢瓦雷省，西北接塞纳-马恩省，南至涅夫勒省，东临科多尔省，东北与奥布省接壤。
与桑蒂尼接壤的市镇（或旧市镇、城区）包括：沙泰勒热拉尔、马尔莫、皮西、塔尔西、吉永泰尔普莱讷。

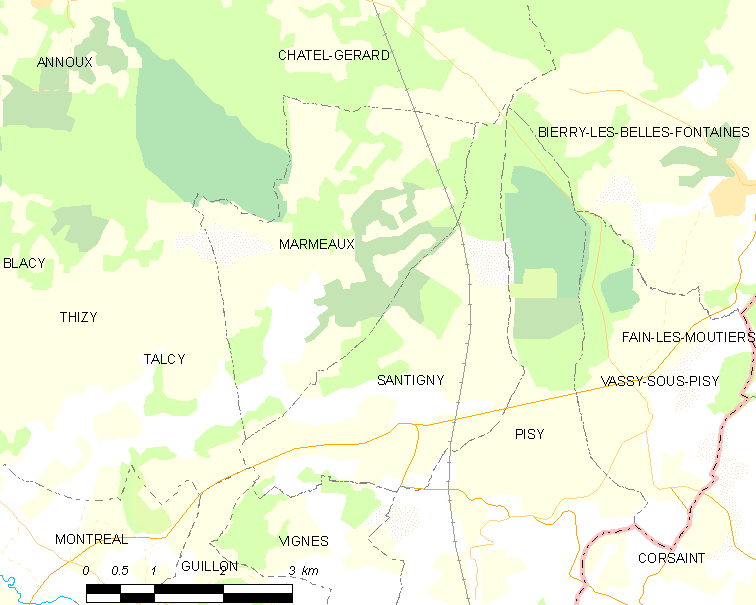
桑蒂尼的OSM定位图

桑蒂尼的时区为UTC+01:00、UTC+02:00（夏令时）。

## 行政
桑蒂尼的邮政编码为89420，INSEE市镇编码为89375。

## 政治
桑蒂尼所属的省级选区为沙布利县。

## 人口

1962-2008年间桑蒂尼人口变化图示

桑蒂尼于2022年1月1日时的人口数量为88人。